# Wilhelm Steinitz

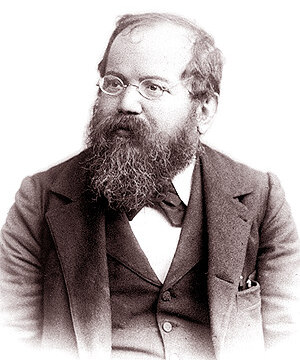
Wilhelm Steinitz

Steinitz (r) tegen Zukertort, 1886

Wilhelm Steinitz (Praag, 14 mei 1836 — New York, 12 augustus 1900) was een Oostenrijks-Amerikaans schaker van Joodse komaf. Hij werd vooral beroemd doordat hij de eerste wereldkampioen schaken was, én grote invloed verwierf als theoreticus met zijn leer van het positiespel.

## Levensloop
Steinitz leerde schaken toen hij 12 jaar was. Op 26-jarige leeftijd was hij kampioen van Wenen en verdiende daar zijn boterham, door om geld in de koffiehuizen te spelen.
In 1862 vertrok hij naar Londen om Oostenrijk in een toernooi te vertegenwoordigen. Dit werd door Adolf Anderssen gewonnen. Alle goede schakers woonden toentertijd in Londen en Steinitz bleef er ook. Vier jaar later versloeg hij Anderssen in een tweekamp. Anderssen overleed in 1879 en daarna werd Johann Zukertort de sterkste rivaal. Steinitz schaakte in die jaren niet zoveel maar bestudeerde wel grondig de theorie.
Hij speelde later in een aantal toernooien om aan de kost te komen. In 1883 speelden een aantal schakers een sterk toernooi in Londen dat door Zukertort gewonnen werd, Steinitz werd tweede. 1883 was ook het jaar waarin hij naar de Verenigde Staten verhuisde (hij werd Amerikaans staatsburger in 1888).

### Wereldkampioen
In 1886 werd in de Verenigde Staten een match georganiseerd tussen Zukertort en Steinitz. Deze match wordt tegenwoordig door velen gezien als de eerste om het wereldkampioenschap schaken. Steinitz riep zichzelf na zijn overwinning uit tot wereldkampioen.
Hij verdedigde zijn titel in vier matches, twee keer tegen Tsjigorin, één keer tegen Isodor Gunsberg en tegen Johann Zukertort. In 1894 verloor hij de wereldtitel aan de Duitser Emanuel Lasker.

### Laatste jaren
Toen Steinitz in 1899 in Londen voor het eerst sinds zijn jeugd zonder prijs naar huis moest, was hij financieel geruïneerd en psychisch gebroken. Zijn leven eindigde berooid in een zenuwinrichting, maar zijn erfenis is groot, vooral op het gebied van de stellingsbeoordeling.
In 2000 is er in Praag aan de rand van het Joodse getto een plaquette onthuld ter gelegenheid van Steinitz' honderdste sterfdag.

## Openingen
Verder zijn in veel schaakopeningen wel Steinitz-varianten te vinden. Zo bestaat in de Franse opening de Steinitzvariant met de zetten:

1.e4 e6 2.d4 d5 3.Pc3 Pf6 4.e5 Pfd7 5.f4 c5 6.dc Pc6.
|   | Steinitz-variant in het Frans |    |    |    |    |    |    |    |
| 8 | rd                            |    | bd | qd | kd | bd |    | rd |
| 7 | pd                            | pd |    | nd |    | pd | pd | pd |
| 6 |                               |    | nd |    | pd |    |    |    |
| 5 |                               |    | pl | pd | pl |    |    |    |
| 4 |                               |    |    |    |    | pl |    |    |
| 3 |                               |    | nl |    |    |    |    |    |
| 2 | pl                            | pl | pl |    |    |    | pl | pl |
| 1 | rl                            |    | bl | ql | kl | bl | nl | rl |
|   | a                             | b  | c  | d  | e  | f  | g  | h  |